# Григорьев, Григорий Петрович
Григорий Петрович Григорьев (1914—1944) — партизан Великой Отечественной войны, Герой Советского Союза (1944).

## Биография
Григорий Григорьев родился в 1914 году в деревне Руднево (по другим данным — в деревне Руново), ныне — в Новоржевском районе Псковской области, в семье крестьянина. Окончил четыре классов начальной школы, работал пастухом, затем выучился на столяра. В 1931 году Григорьев переехал в город Дно, работал столяром, учился в вечерней школе. В 1933 году он был призван на службу в Рабоче-крестьянскую Красную Армию. Окончил школу младших командиров, был уволен в запас в звании лейтенант. Проживал в городе Сестрорецке Ленинградской области, начало Великой Отечественной войны встретил в должности председателя Сестрорецкого горсовета Осоавиахима.
В августе 1941 года Григорьев вступил в партизанский отряд Сестрорецкого инструментального завода, был назначен его командиром. В конце августа он перешёл линию фронта и ушёл в тыл противника. Отряд Григорьева производил разведку, нарушал телефонную связь, уничтожал транспортные средства противника, его живую силу. Во второй половине сентября отряд вернулся на советскую территорию. В январе 1942 года Григорьев в составе сводного партизанского батальона, где он командовал ротой, был вновь направлен во вражеский тыл. До мая 1942 года батальон действовал в Мгинском и Тосненском районах, нарушая коммуникации немецких войск, а затем вновь вернулся на советскую территорию. Летом 1942 года Григорьев во главе партизанского отряда в третий раз был отправлен в немецкий тыл. Перед отрядом стояла задача срыва движения транспортов противника на участке железной дороги Батецкий-Новгород. В июле по распоряжению штаба партизанского движения отряд Григорьева был переведён в помощь 2-й Ленинградской партизанской бригаде для борьбы в немецкими карательными экспедициями. В сентябре отряд действовал в Оредежском и Тосненском районах на Витебской железной дороге.
В марте 1943 года, когда была сформирована 11-я Волховская партизанская бригада, в неё вошёл партизанский отряд Григорьева, впоследствии преобразованный в партизанский полк. Отряд вёл бои с карательными экспедициями, немецкими гарнизонами, производил разведку, сообщал командованию разведданные. 4 ноября 1943 года на разъезде Заклинье Витебской железной дороги партизаны уничтожили всё путевое хозяйство, взорвав стрелки и семафор, уничтожив сигнализацию, подорвав 72 рельса, срезав 800 метров проводов. Благодаря этому железная дорога бездействовала в течение пяти суток. С 15 ноября по 15 декабря 1943 года полк Григорьева четыре раза участвовал в крупных боях с противником, взорвал четыре шоссейных моста, вывел из строя восстановительный поезд, уничтожил 22 километра линий связи и полтора километра железнодорожного полотна, пустил под откос 1 немецкий эшелон. 15 января 1944 года Григорьев погиб в бою у деревни Большие Кусони Батецкого района Новгородской области. Похоронен в этой деревне.
Указом Президиума Верховного Совета СССР от 2 апреля 1944 года за «мужество и героизм, проявленные в партизанской борьбе против немецких захватчиков» Григорий Григорьев посмертно был удостоен высокого звания Героя Советского Союза. Также посмертно был награждён орденом Ленина.

## Память
В 1965 году Средний проспект в Сестрорецке переименовали в улицу Григорьева.
В честь Григорьева деревня Большие Кусони в 1953 году переименована в Григорьево, в ней установлен обелиск.